# Estudi General de Lleida
L'Estudi General de Lleida era una institució d'ensenyament superior (Estudi General) creada l'1 de setembre de 1300 pel rei d'Aragó i Comte de Barcelona Jaume el Just. Prèviament la butlla papal de 1297 n'havia autoritzat la creació. Va ser abolit per cèdula reial de Felip V d'Espanya, i tota la seva organització fou traslladada el 1717 a l'acabada de crear Universitat de Cervera. El nom d'Estudi General va ser adoptat per les delegacions universitàries que s'establiren a Lleida des de 1968 fins a la fundació, el 1991, de la Universitat de Lleida.

## Antecedents
Segons consta en l'Arxiu de la Corona d'Aragó, el rei Jaume II s'adreçà per carta als paers i prohoms de Lleida per confirmar que ha rebut mitjançant dos franciscans la petició de crear un Estudi General a la ciutat. La vigència dels estudis en tota la cristiandat (licentia ubique docendi) només la podia donar els poders universals, és a dir l'Emperador i el Papa. El 1297 feia cent anys de l'establiment del consolat de Lleida, la creació del municipi i aquest any també va ser el de l'obtenció del plàcet pontifici. Per la ciutat de Lleida va entrar el paper en la Corona d'Aragó, i Lleida tenia una tradició científica i llibrera que justificaven que s'hi erigís l'Estudi General.

## Ordinacions
Jaume II decretà per a Lleida el monopoli dels estudis universitaris en tota la Corona d'Aragó. A més explícitament prohibeix que ningú ensenyi aquestes matèries ni cap persona les estudiï si no es fa a Lleida, sota una multa de 1000 auris. Això no obstant, dins els dominis de la Corona d'Aragó «es fundaren nous Estudis a Perpinyà (1349) i Osca (1354), també amb ensenyament de Dret civil i Dret canònic, però Lleida mantingué la seva rellevància durant segles». Els estatuts fundacionals reconeixien als estudiants els privilegis i les immunitats de l'Estudi General de Tolosa i les prerrogatives del de Bolonya: una zona residencial pròpia dins l'urbs que no podia ésser violada ni pel Veguer, exempció d'imposts municipals i altres. El rector (que podia redactar estatuts, imposar multes i era assistit per un consell) era elegit cada any entre els estudiants de dret civil i canònic, mentre que el canceller era de nomenament reial.

## Estudis
Des de l'inici, l'Estudi General tingué les facultats de dret civil, dret canònic, medicina, filosofia i arts. Per butlla pontifícia emesa a Roma el 19 d'octubre de 1426, es fundà la facultat de teologia.

## Economia
Els catedràtics eren contractats anualment per la paeria, i els bidells, designats pel Consell d'Estudi. L'economia universitària era a càrrec de tres encarregats (un per l'Església, un pel municipi i un tercer per l'Estudi). El sosteniment de l'Estudi corresponia al municipi de Lleida, que establí amb aquesta finalitat una sèrie d'imposts: sobre el vi (1319), el bancatge (quota sobre l'ús dels bancs de les aules), l'estipendi que pagaven els alumnes al professor, etc. L'Església contribuí amb els beneficis de la diòcesi (1301).

## Reformes
- Autorització de la dissecció de cadàvers per Joan el Caçador (1391)
- Integració dels valencians en el torn de nomenament del rector separadament dels estudiants de Catalunya i Aragó per Martí l'Humà (1399) i Alfons el Benigne (1432).
- Nou sistema de nomenament de catedràtics per la reina Maria esposa d'Alfons el Benigne.
- Reforma de Felip IV de Castella.
- Creació del càrrec de Mestrescola el 1585 acordat per les Corts de Montsó. Era el jutge acadèmic amb jurisdicció reial i pontifícia i va ser objecte d'un plet el 1606, amb el Rector per tal de delimitar les competències.[6]